# Pseudozarba orthopetes
Pseudozarba orthopetes là một loài bướm đêm trong họ Noctuidae.